# Comté de Weddin

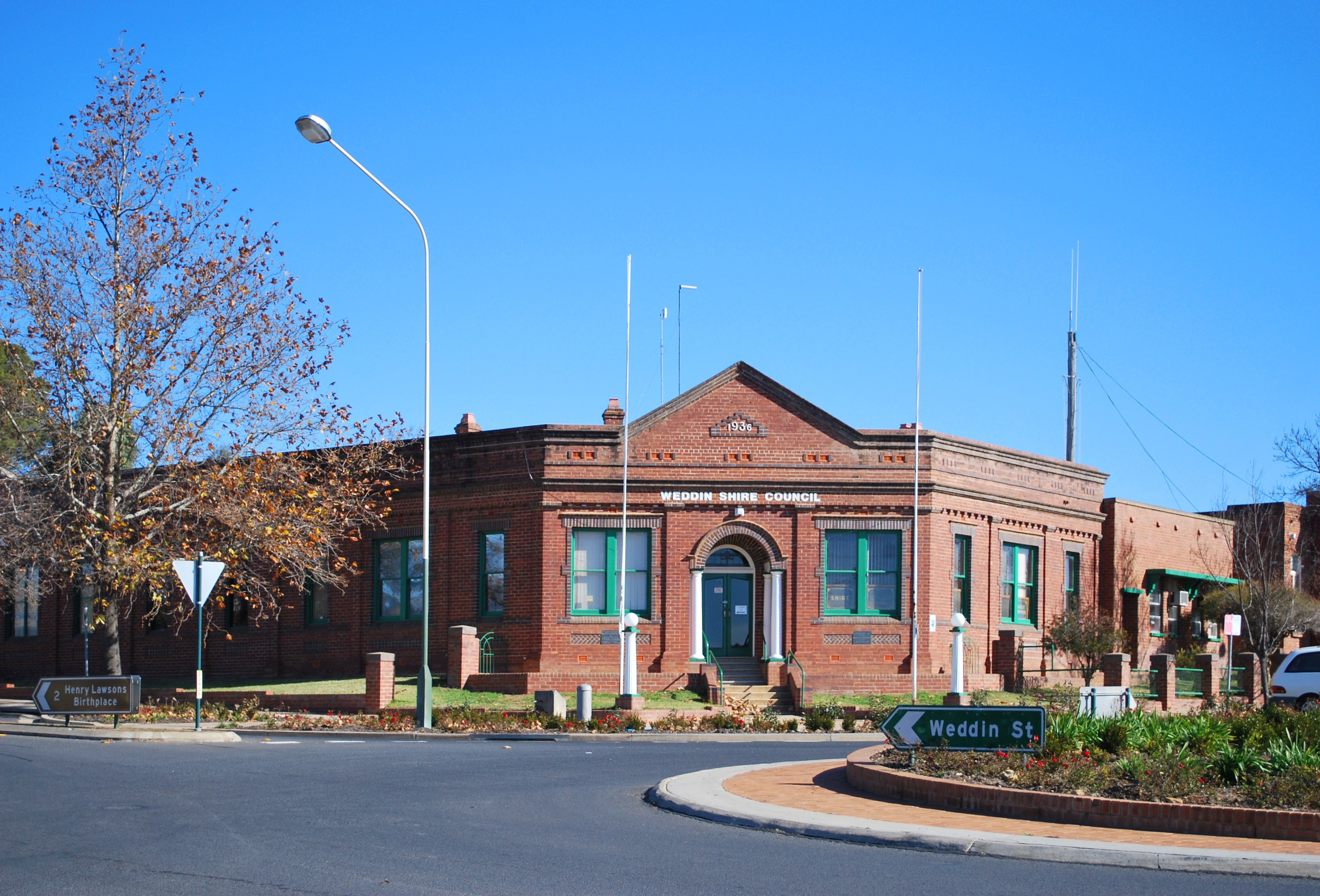
Le siège du conseil à Grenfell.

Le comté de Weddin (en anglais : Weddin Shire) est une zone d'administration locale située dans l'État de Nouvelle-Galles du Sud en Australie, dont le siège est Grenfell.

## Géographie
Le comté s'étend sur 3 410 km2 dans la région du Centre-Ouest en Nouvelle-Galles du Sud. Il comprend la ville de Grenfell et les localités de Caragabal, Greenethorpe et Quandialla.

## Histoire
Le comté est créé le 7 mars 1906 par une proclamation du gouverneur de Nouvelle-Galles du Sud.

## Démographie
| 2001  | 2006  | 2011  | 2016  | 2021  |
| ----- | ----- | ----- | ----- | ----- |
| 3 653 | 3 641 | 3 665 | 3 664 | 3 608 |

## Politique et administration
Le conseil municipal comprend neuf membres élus pour un mandat de quatre ans, qui à leur tour élisent le maire pour deux ans. À la suite des élections du 4 décembre 2021, le conseil est formé d'indépendants. 

### Liste des maires
| Période                                  | Période      | Identité       | Étiquette   | Qualité |
| ---------------------------------------- | ------------ | -------------- | ----------- | ------- |
| Les données manquantes sont à compléter. |              |                |             |         |
| 2004                                     | janvier 2022 | Mark Liebich   | Indépendant |         |
| 11 janvier 2022                          | en cours     | Craig Bembrick | Indépendant |         |

La zone est rattachée à la circonscription de la Riverina pour les élections fédérales et à celle de Cootamundra pour les élections à l'Assemblée législative de Nouvelle-Galles du Sud.